# 日吉村 (岐阜県土岐郡)
日吉村（ひよしむら）は、かつて岐阜県土岐郡にあった村である。現在の瑞浪市日吉町の区域に相当する。

## 地理
- 川：木曽川、日吉川

## 歴史

### 沿革
- 1875年（明治8年）1月1日 - 細久手村、白倉村、本郷村、平岩村、北野村、宿村、宿洞村、田高戸村、深沢村、南垣外村、志月村、松野村、半原村が合併し発足。
- 1889年（明治22年）7月1日 - 町村制施行に伴い、日吉村が発足。
- 1954年（昭和29年）4月1日 - 瑞浪土岐町、稲津村、釜戸村、大湫村、明世村（山野内、月吉、戸狩）、恵那郡陶町と合併し瑞浪市が発足。同日日吉村廃止。

## 教育
- 日吉村立日吉中学校
- 日吉村立日吉第一小学校
  - 半原分校
- 日吉村立日吉第二小学校（1983年、日吉第一小学校と日吉第二小学校を統合し日吉小学校となる）

## 名所・旧跡
- 中山道細久手宿

## 神社
- 酒波神社
- 貴船神社

## 寺院
- 開元院
- 増福寺
- 慈照寺